# La Tour-en-Maurienne
La Tour-en-Maurienne es una comuna del departamento de Saboya, en la región de Auvernia-Ródano-Alpes, en el sureste de Francia. Se creó el 1 de enero de 2019 por la fusión de las antiguas comunas de Hermillon (la sede), Le Châtel y Pontamafrey-Montpascal.